# 戰略轟炸

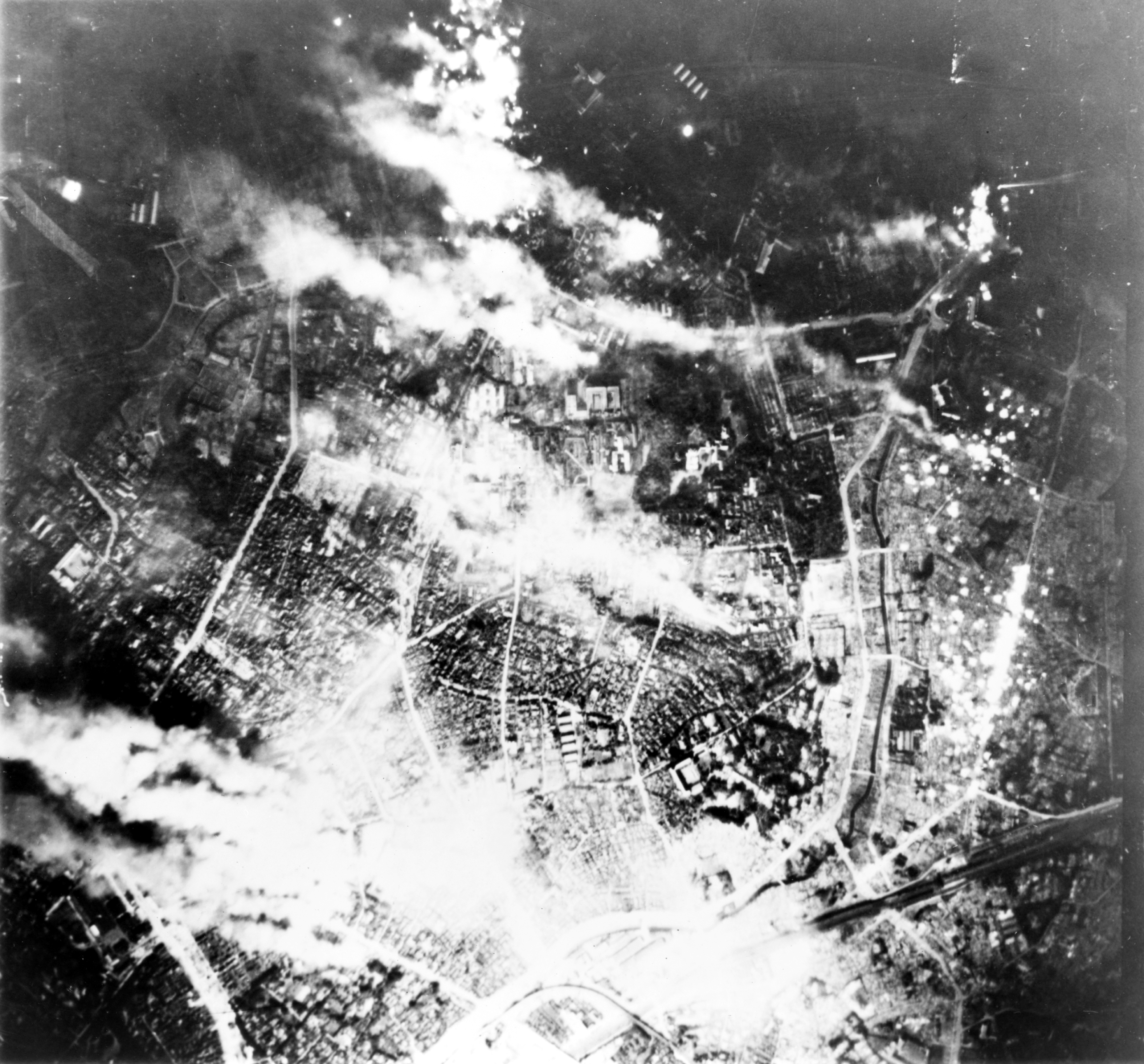
1945年5月25日，东京大轰炸後的火灾场景

戰略轟炸是一種用於總體戰的軍事戰略。目的是摧毀國家發動與持續進行戰爭的各項能力，包括物質與心理層面。戰略轟炸是有系統的組織與執行的空中攻擊。戰略轟炸本身與執行轟炸的戰術面向不同。轟炸的目標著重在戰略目標的達成為主。戰術面向考慮的是轟炸機、飛彈等等攻擊既定的目標時的細節問題。
戰術轟炸與戰略轟炸很容易混淆。戰略轟炸通常攻擊工廠，交通路線，原料生產與儲存設施和都市等後勤單位，戰術轟炸則以部隊，指揮管制設施，機場，彈藥庫等等與作戰直接相關的軍事目標為主，規模也不會大。戰略轟炸機體型比較大，航程較長，戰術轟炸機則較小。即使是戰略轟炸，前往目標以及投彈的動作也是屬於戰術。差異不在所用的飛機或是所選的目標，而是攻擊的目的。戰術轟炸主要著眼於和前線作戰有直接相關的目標，戰略轟炸則是為了傷害國家發動與維持戰爭進行的能力。從歷史脈落來看戰略轟炸屬於總體戰，在全面戰爭爆發後才會使用。
戰略轟炸的使用在二戰極具爭議性，在精確導引武器發明前，戰略轟炸的性質是不分軍事民間目標，因此經常被指責為戰爭罪行。

## 投射武力的方式
戰略轟炸的執行方式分成兩種：
- 以大量傳統彈藥轟炸目標。受到無導引空用炸彈的命中率以及威力的限制，過去執行戰略轟炸時需要大量的炸彈和轟炸機以進行作戰，利用高數量的炸彈彌補命中率的缺陷，期望以這種方式摧毀目標，這種轟炸方式又稱作地毯式轟炸。這種轟炸方式的效果不僅難以評估，對周遭地區的破壞也很嚴重。在配備導引系統的炸彈出現之後，單一導引炸彈的命中率大幅上升，使得需要的彈藥以及執行任務的轟炸機的數量大幅下降，同時也減少對非軍用或者是不在轟炸計畫內的目標的傷害。

- 以核分裂或核融合炸彈轟炸目標。美國在二次世界大戰末尾以兩顆原子彈轟炸日本兩個城市開啟使用這一類武器執行戰略轟炸的先河。這類武器的破壞效果和心理上的震撼比較接近杜黑在他的著作空權論當中描述的場景。執行核子武器攻擊的轟炸機與所需要的彈藥數量都遠比傳統炸彈的要少，但是破壞威力太高，對於環境傷害太大，並且很容易導致全面性的核子武器使用，都影響到持有國家在使用上的戰略考量。因此多年以來核武的戰略轟炸主要以戰略嚇阻的型態存在，极少在应用于实战。

## 歷史與起源

### 一次大戰
雖然在一次世界大戰時期，尚未有相關的理論出現，當時的飛機的性能也難以擔任這種任務。不過德國曾經以大型轟炸機與對英國的城市進行轟炸。這個經驗使得英國對於夜間戰鬥機與相關攔截手段的開發比其他國家注意，也是最早將雷達使用在攔截空中目標的作用上。

### 大战之间
1931年10月8日，日本关东军从东北军缴获的5架轰炸机在锦州上空投弹，6架侦察机也挂载了装有每组4颗25kg炸弹的吊袋，靠目视投下。石原莞尔乘轰炸机视察战果。这次由11架战机投下1.8吨炸弹的打击，是人类战争史上首次战略轰炸行为。因为日本缺乏投弹瞄准装置，除了直接命中东北交通大学之外，其他炸弹落入了锦州市居民区。1931年10月10日，美、英、法、意、西等国驻日大使，对日本政府提出抗议，国联理事会专门讨论了锦州轰炸的问题，劝告日本尽快撤退。
1932年1月29日，淞沪抗战的第二天，日本海军航空兵出动水上侦察机空袭上海北站和商务印书馆。2月5日，赤城号和加贺号航母出动41架攻击机及26架战斗机，对上海市区有组织有预谋的无差别轰炸。目击了这次空袭的埃德加·斯诺在他的第一本著作《远东前线》中写道：

   除投下高性能的航空炸弹外，还投下了许多50磅至100磅的硫磺燃烧弹，这些炸弹在市民密集的地区，立刻爆了开来。这次空袭没有预报，市民躲避不及，几十人有的被炸得血肉横飞，有的被熊熊的大火活活地烧死。

1937年4月26日，发生了德国空军秃鹰军团无差别轰炸三小时西班牙北部巴斯克城镇格尔尼卡的事件。
1937年8月15日，日军进行了人类战争史上首次跨海战略轰炸，26架九六式陆攻从长崎起飞，轰炸南京；另有14架九六式从台北起飞，对南昌进行轰炸。9月20日，第三舰队司令官长谷川清中将通过领事馆向南京平民发布撤离通知，正式宣布无区别轰炸。
1938年12月2日，裕仁天皇下令对重庆进行包括使用毒气弹在内的战略轰炸。由海航第一飞行团长寺仓正三少将执行。1939年5月3日，日军13、14航空队两批共45架九六陆攻对重庆进行轰炸。日本损失了两架攻击机，投弹166颗，摧毁了千余栋民房，死伤超过千人。第二天，剩余的27架日本攻击机对重庆人口密集的下半城人口密集的商业区投下126颗燃烧弹，造成了五千余人伤亡，近四千栋建筑物被毁。

### 二次大戰
二次世界大戰期間將戰略轟炸的理論作了一次初步的驗證和實踐。包括英國、日本、德國、與美國都曾經對交戰的對手國家進行戰略轟炸的任務。英国首相张伯伦曾经在下院发出声明：别的国家无论怎样走极端，我国政府也决不单为恐怖主义去残酷地虐杀妇女儿童等一般市民。但战时首相丘吉尔推翻了这一原则，选择了对德国市区的无差别轰炸。1940年5月，丘吉尔在就职演说：“不惜一切代价去争取胜利，无论多么恐怖也要争取胜利，无论道路多么遥远艰难，也要争取胜利。”经过丘吉尔的科学顾问弗雷德里克·林德曼对战略无差别地域轰炸效果能力的统计计算，丘吉尔就职第二天，就派出英军轰炸机对德国符腾堡进行无差别战略轰炸。9月4日，希特勒公开发誓要以作为最后手段的无区别轰炸回应丘吉尔的战略无差别大轰炸。
上述國家都是以杜黑的理論做為建軍的依據，不過實際上的發展卻有相當多的差別。各國在裝備與執行手段上都是從摸索的階段逐漸展開，也重複犯下其他國家曾經有的錯誤。
二次世界大戰之前各國對於戰略轟炸需要的機型大小，數量，炸彈的威力以及數量都有很大的誤解，納粹執政之後的德國空軍在戰略轟炸的思想上，甚至認為德國的社會結構比英國或者是法國更能夠忍受戰略轟炸帶來的破壞和壓力。此外，根據杜黑的理論而來的轟炸機能夠通過一切防禦的想法，以及轟炸機的速度在戰前一度的確比戰鬥機稍有優勢的錯覺，加上與自衛火力有關的設備發展仍在初期階段，1930年代的戰略轟炸機普遍以雙發動機為主，防衛火力以步槍口徑的機槍，以人力控制為主，在行動上不認為轟炸機需要戰鬥機提供護航。
戰爭開始之後的經驗，尤其是來自於歐洲戰場的教訓顯示戰前的發展出現嚴重的誤差：
- 當時配備使用的舊炸彈威力太小，對於水泥建築的破壞低於預期。
- 雙發動機的轟炸機在載彈能力表現、續航表現、高空飛行表現上遠不及戰爭需要。
- 轟炸機的自衛火力強度不足，成為活靶。
- 沒有戰鬥機護航的轟炸機是無法同時滿足作戰與避免損失的兩項要求，但當時戰鬥機續航能力又不足以媲美轟炸機。
- 滿載的沉重轟炸機面對靈活的戰鬥機已經沒有速度優勢，同時無法跟上快速移動的戰鬥機。
- 近則，平民生活在政府嚴格監控之下，稍有叛亂思想即可能被處死；遠則，平民不可能對在高空中的轟炸機表示投降。因此，平民對於承受轟炸的忍受力高於預期，因為除了忍受之外老百姓沒有其它選擇。
- 在戰爭時期，政府興建防空設施就可以確保統治正當性。直接地毯式轟炸人民，反而會造成攻方被傳媒妖魔化。

基於這些經驗與教訓，各國開始設計與生產更大的轟炸機，增加與改良現有機型的自衛火力，提供戰鬥機遠程護航，使用威力更大的炸彈與更多的出擊架數，並改成以重工業（軍事工業）基地及交通線為主要壓制對象。其中的發展又以英國和美國最為積極，並在終戰之時發展出了大型長程戰略轟炸機。二次世界大戰時期的戰略轟炸主要發生在以下的交戰對象上：
1942年3月28日，哈利斯命令英国战略空军对吕贝克进行战略地域轰炸，234架轰炸机投下了300吨炸弹，其中1/2為燃烧弹，将吕贝克80%的地域烧毁，都市運作陷入癱瘓。这次轰炸的成功，几乎实现了杜黑宣扬的“无须重复轰炸，一次出动务必摧毁一个目标”的理想，由此也产生了一个词语【吕贝克化】，意为一次性将一座城市摧毁殆尽。
哈利斯的进一步计划是一次出动1000架轰炸机，装载2/3燃烧弹。1942年5月30日，英国战略空军在98分钟内，向科隆投下了近1500吨炸弹，摧毁了一万八千多座房屋。随后这种轰炸对埃森和不莱梅。原本坚持精确战术轰炸论的美国陆军航空兵司令亨利·阿诺德及第八航空队轰炸机司令艾伦·伊卡准将，也在丘吉尔和哈利斯的面前，转变了自己的态度。 1943年卡萨布兰卡会议，罗斯福同意英军进行夜间无差别轰炸，美军进行日间精确轰炸。随后，坚持精确轰炸的艾伦·伊卡被调往地中海战区，而无差别战略轰炸的支持者卡尔·斯帕茨、詹姆斯·杜立特、柯蒂斯·李梅成为美国航空兵的领导者，发展了日后对汉堡和德累斯顿的轰炸。

### 朝鲜战争
- 倭館地毯式轟炸（朝鲜语：왜관 전면 융단폭격작전）

## 戰略轟炸思想先鋒
- 杜黑
- 威廉·米切尔
- 休·特伦查德